# 西 (糸満市)

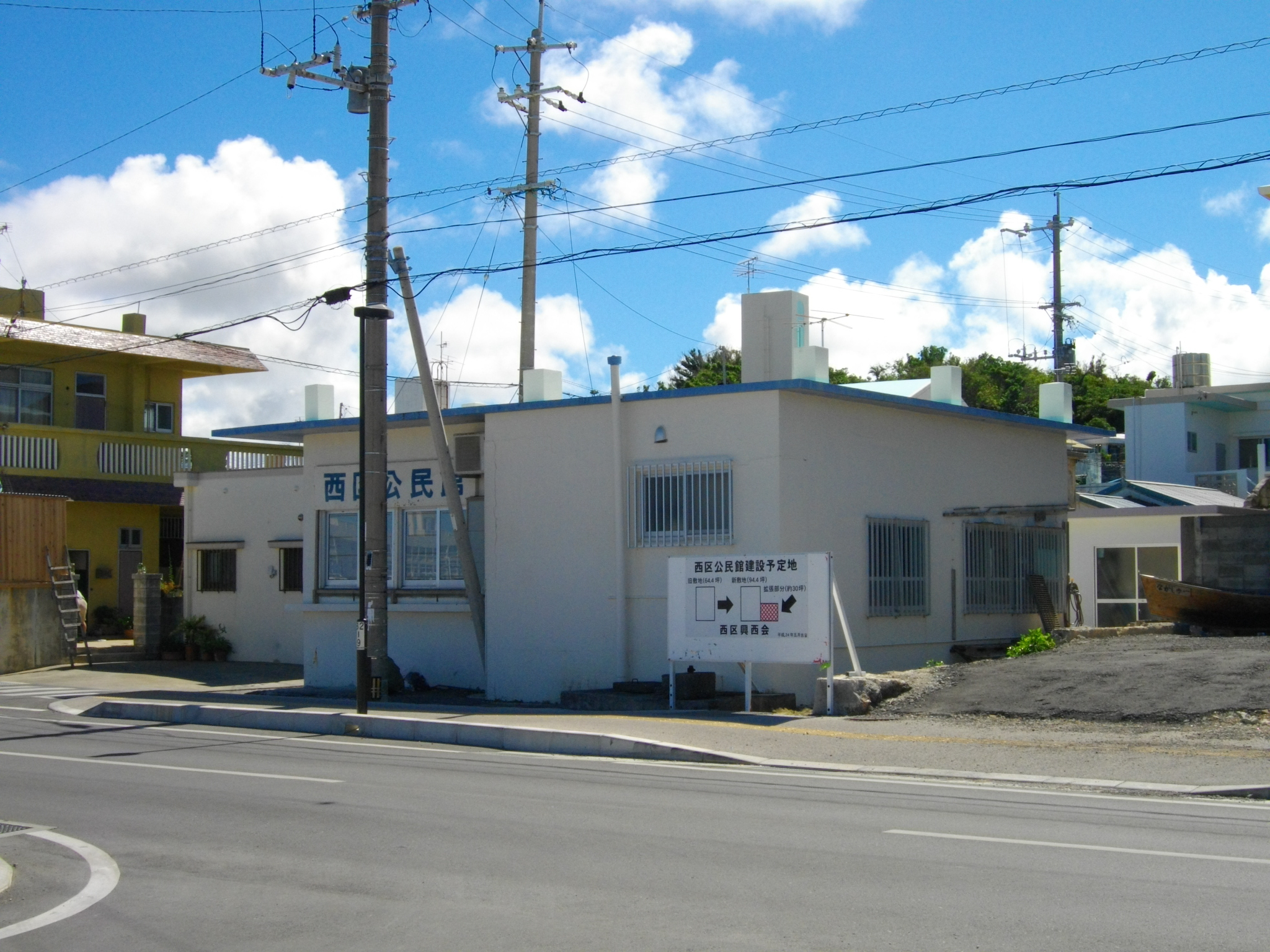
西区公民館

西（にし）は、沖縄県糸満市字糸満にある行政区の一つ。通常は「区」をつけて西区と呼ぶ。また7区と呼ぶこともある。1961年に現在の市域に拡大するまでの旧糸満町ではもっとも西に位置していたので、その名がつけられた（実際の西端部は西区ではなく町端区と前端区である）。
海人（ウミンチュ・漁師の意）の神社として知られる白銀堂が近くにあり、糸満漁港（中地区）に面していることから同漁港から沖縄県道256号豊見城糸満線（糸満道路開通前の旧国道331号）との間に集落があり、古くからの海人（漁業）の町である。東隣の上之平区と同じく字糸満では番地が最も若い地域である（特に当区内では1桁-2桁台の番地が多い）。ちなみに当区公民館と南隣の町端区公民館は同じ道路に面しており、わずか200メートル足らずしか離れていない。

## 主要施設
- 糸満漁港

## 交通

### 道路
沖縄県道256号豊見城糸満線（旧国道331号）が区の中央部を通っている。

### 路線バス
当区内に糸満西区、白銀堂前の2つのバス停があり、以下の路線バスが停車する。
- 81番・西崎向陽高校線（琉球バス交通）
- 89番・糸満（高良）線（琉球バス交通・沖縄バス）
- 107番＆108番・南部循環線（琉球バス交通）
- 189番・糸満空港線（琉球バス交通）

## 隣接する地域
- 上之平（字糸満内の行政区）
- 町端（字糸満内の行政区）
- 西川町